# Buck Williams
Charles Linwood Williams (nascut el 8 de març de 1960 A Rocky Mount, Carolina del Nord) és un exjugador de bàsquet que va militar en l'NBA des de 1981 fins a 1999.